# Трново (Мартін)
Трново  (словац. Trnovo) — село, громада округу Мартін, Жилінський край, регіон Турєц. Кадастрова площа громади — 7,44 км².
Населення 282 особи (станом на 31 грудня 2018 року). Протікає Валчанський потік.

## Історія
Трново  згадується 1256 року.

## Населення
| Рік:            | 1994. | 2004.    | 2014.    | 2024.   |
| --------------- | ----- | -------- | -------- | ------- |
| Кількість осіб: | 197   | 217      | 261      | 269     |
| Різниця:        |       | +10,15 % | +20,27 % | +3,06 % |

| Рік:            | 2023. | 2024.   |
| --------------- | ----- | ------- |
| Кількість осіб: | 270   | 269     |
| Різниця:        |       | -0,37 % |